# Dresdner Wach- und Schließgesellschaft
Die Dresdner Wach- und Schließgesellschaft wurde 1903 als erstes Sicherheitsunternehmen der Stadt Dresden unter dem Namen Dresdner Wach- und Schließgesellschaft Stupp & Cie gegründet. 1907 waren Filialen in Freiberg, Meißen, Pirna, Teplitz und Außig vorhanden und die Belegschaft rund 150 Mann stark. 1913 wurde die Rechtsform zu einer Gesellschaft mit beschränkter Haftung und der Name zu Dresdner Wach- und Schließgesellschaft mit beschränkter Haftung geändert. 1928 galt das Unternehmen als eine der größten Wach- und Schließgesellschaften Deutschlands. Bei einer erneuten Umfirmierung Ende 1937 zu Dresdner Wach- und Schließ-Gesellschaft Theodor Stupp mit beschränkter Haftung erscheint Theodor Strupp als alleiniger Gesellschafter. Das Unternehmen bestand bis etwa 1945 fort.